# Macoviște (gmina Cornea)
Macoviște – wieś w Rumunii, w okręgu Caraș-Severin, w gminie Cornea. W 2011 roku liczyła 66 mieszkańców. 